# 飯田橋プラーノ

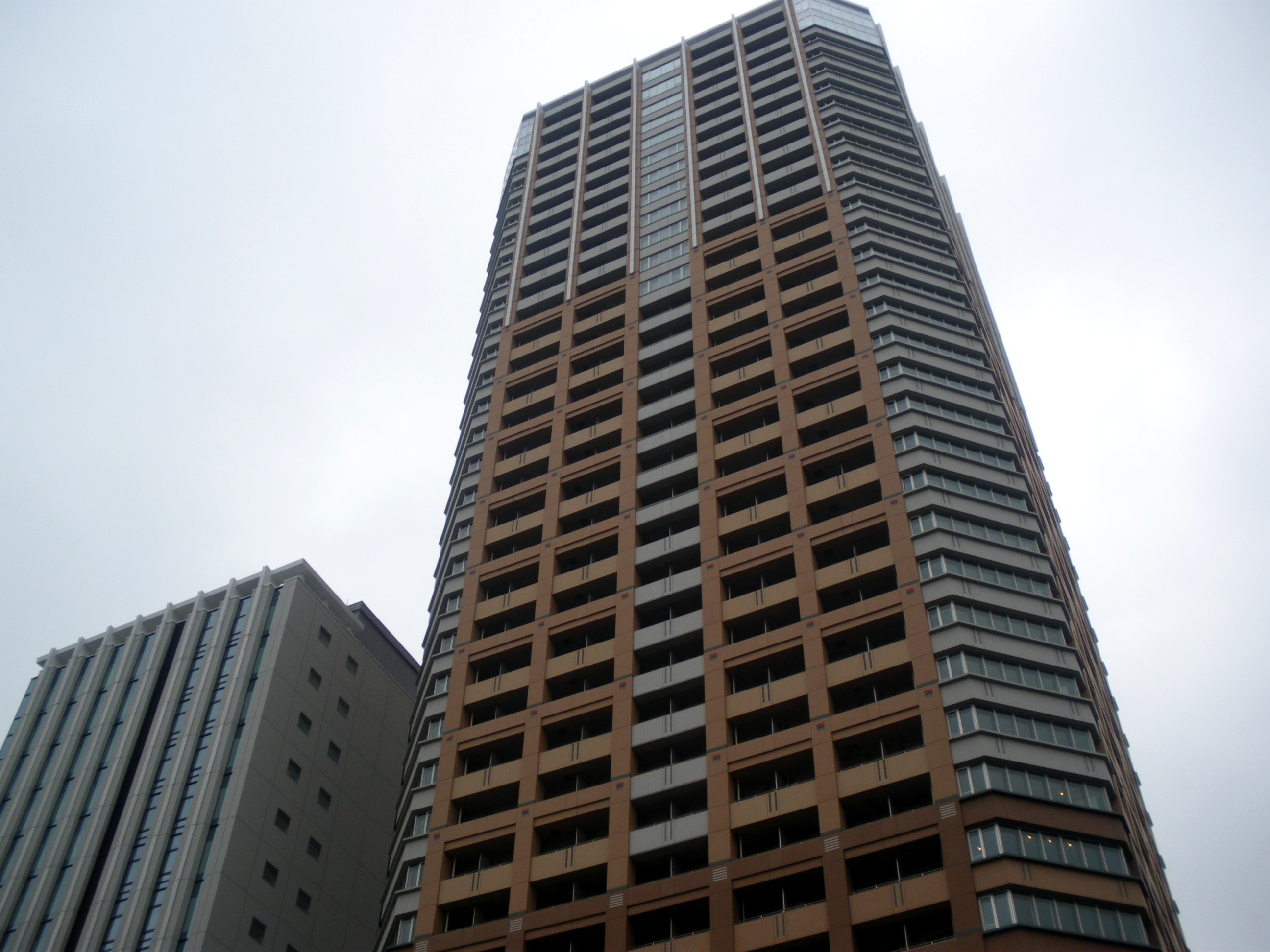
プラウドタワー千代田富士見

飯田橋プラーノ（いいだばしプラーノ）は、東京都千代田区富士見に所在する再開発地区。

## 概要
野村不動産が参画する富士見二丁目北部地区第一種市街地再開発事業よって建設された。かつては低層住宅地が密集しており再開発の機運が高まっていた。住宅棟はプラウド千代田富士見、事務所棟はステージビルディング、商業施設はプラーノモールとなっている。隣接地においても再開発事業が進展している。

## 歴史
- 2000年（平成12年）3月 - 都市計画決定。
- 2005年（平成17年）3月 - 権利変換計画認可。
- 2006年（平成18年）11月 - 着工。
- 2009年（平成21年）3月 - 竣工。

## アクセス
- JR中央・総武緩行線・東京メトロ東西線・有楽町線・南北線・都営地下鉄大江戸線飯田橋駅から徒歩2分